# NaShawn Kearse
Pour les articles homonymes, voir Kearse.
NaShawn Kearse, né le 2 octobre 1972, est un acteur américain.

## Biographie
NaShawn Kearse est apparu dans de nombreuses productions télévisées actuelles comme Entourage, New York Undercover et The Shield, des séries de la chaîne HBO.
Après que Page Kennedy quitta le casting de la série Desperate Housewives, Kearse le remplaça, prenant donc le rôle de Caleb Applewhite dans la saison 2, un des deux fils de Betty Applewhite.
Il a aussi joué dans New York Taxi, Marci X, Cross Bronx et prêta sa voix dans le jeu vidéo Grand Theft Auto: San Andreas.
En 2007 sortira My Brother auquel Kearse joue avec Vanessa Lynn Williams, un film autobiographique, racontant la vie de Muhammad Ali Jinnah, fondateur de l'État du Pakistan.

## Filmographie

### Cinéma
- 2003 : Marci X
- 2004 : Cross Bronx
- 2004 : New York Taxi (Taxi)
- 2007 : My Brother

### Télévision
- 1996 : New York Undercover
- 2005 : Entourage
- 2006 : The Shield
- 2006 : Desperate Housewives